# Nemoura klapperichi
Nemoura klapperichi är en bäcksländeart som beskrevs av Ignac Sivec 1981. Nemoura klapperichi ingår i släktet Nemoura och familjen kryssbäcksländor. Inga underarter finns listade i Catalogue of Life.